# Linea 4 (metropolitana di Barcellona)

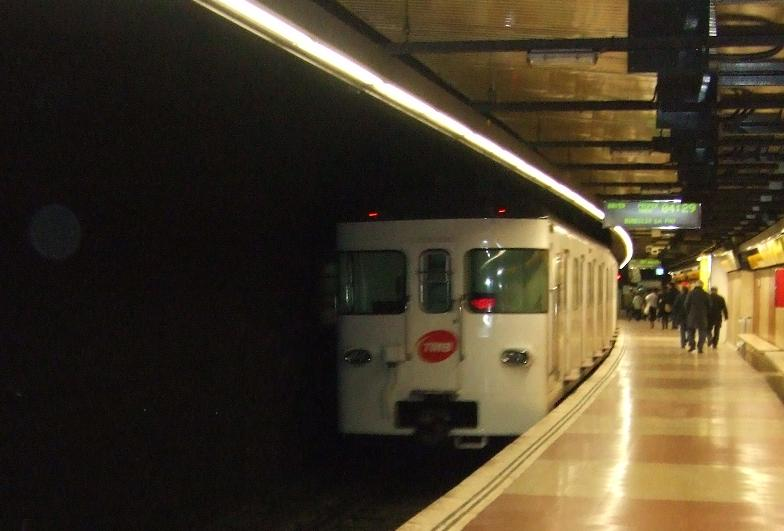
Treno della serie 1100 a Verdaguer

La linea 4 della metropolitana di Barcellona conosciuta anche come linea gialla ha il suo tratto più antico tra le stazioni di Passeig de Gràcia e Jaume I. Questo tratto faceva parte del Gran Metro di Barcellona, inaugurato nel 1926.

## Caratteristiche generali
La linea 4 è gestita da Ferrocarril Metropolità de Barcelona nell'ambito del consorzio Transports Metropolitans de Barcelona (TMB). Il tracciato è a doppio binario interamente sotterraneo. Le officine e i depositi sono ubicati a Roquetes e al Triangle Ferroviari.
La linea ha una lunghezza di 16,5 km e serve 22 stazioni, con 20 convogli circolanti durante gli orari di punta. Nel 2010 ha effettuato un totale di 51,2 milioni di viaggi, risultando così la quarta linea per volume di traffico dopo le linee L1, L3 e L5.
Il tracciato si snoda interamente nel territorio comunale di Barcellona e serve i distretti di Ciutat Vella, Eixample, Gràcia, Horta-Guinardó, Nou Barris e Sant Martí.

### Stazioni
Le stazioni sono tutte a banchina laterale con l'eccezione della stazione di Trinitat Nova che è dotata di banchina centrale.
È una delle linee con il minor numero di stazioni adattate per l'accesso delle persone con disabilità: sono attrezzate a questo scopo solo il 77,2% (17 su 22). Le stazioni prive di accesso facilitato sono Maragall, Verdaguer, Urquinaona, Jaume I e Ciutadella-Vila Olímpica.
Sulla L4 si trovano anche due stazioni fantasma:
- Banco sotto la piazza di Antonio Maura, tra le stazioni di Urquinaona e Jaume I. Resta solo il buco, poiché fu smantellata.
- Correos alla fine di Via Laietana, tra Jaume I e Barceloneta. Si può vedere per alcuni secondi dai vagoni. Chiusa dal 1972, si trova in un avanzato stato di abbandono; in superficie, davanti alla scalinata della sede della Posta, c'è una cancellata che chiude l'antica entrata alla stazione.

### Materiale rotabile
Sulla linea operano treni Alstom delle serie 2100 e 9000, questi ultimi usati anche per le linee L2, L9 e L10. I treni della serie 9000 sono dotati del sistema ATC-S a guida totalmente automatica, anche se su questa linea come sulla L2 è comunque sempre presente il conducente. I 15 treni della serie 2100, fabbricati nel 1997, provengono dalla linea L2 da cui sono stati progressivamente dismessi a partire dal 2007. In precedenza circolavano i treni Alstom delle serie 300 e 1100.

## Storia

La linea IV nasce nel 1973 dal ramo di Via Laeitana del Gran Metro (in giallo) a cui furono aggiunte 4 nuove stazioni tra le fermate di Granvía e Joanic.

Tracciato della linea L4 secondo i piani del 1966 (in nero) e del 1974 (in grigio).

La storia di questa linea coincide in larga parte con quella della linea L3 in quanto entrambe derivano dal progetto originario del Gran Metro di Barcellona. La differenziazione si ebbe negli anni sessanta, quando venne sviluppato il progetto dell'allora Linea IV. Nel Piano delle Metropolitane (Pla de Metros) del 1966 fu proposta la separazione del ramo sotto la Via Laietana della linea III del tempo tra la biforcazione di Aragó (l'attuale stazione Passeig de Gràcia) fino alla stazione di Correos, con l'idea di dare vita a una linea di tipo circolare che servisse i distretti dell'Eixample, Ciutat Vella, Sant Martí, Sant Andreu, Guinardó e Gràcia.
Nel 1971 il progetto fu modificato, abbandonando l'idea del percorso circolare e stabilendo un capolinea a nord per unire Maragall con Via Favencia (grosso modo in corrispondenza dell'attuale stazione di Via Júlia) e l'altro a Bon Pastor in direzione della Verneda. Il Pla de Metros del 1974 prevede poi di spostare questo secondo capolinea a Singuerlín nel territorio di Santa Coloma de Gramenet.

### Inaugurazione della linea IV
Il 20 marzo 1972 fu chiusa al pubblico la stazione Correos e il 4 aprile successivo venne chiusa anche la tratta tra le stazioni di Urquinaona e Jaume I per i lavori di adattamento delle stazioni, che da quel momento non furono più servite dalla Linea III.
Il 5 febbraio 1973 il ministro dei Lavori Pubblici del governo spagnolo inaugurò ufficialmente la linea IV, che oltre alla tratta tra Urquinaona e Jaume I comprendeva altre quattro stazioni da Urquinaona fino a Joanic: Granvía; Girona; General Mola e la stessa Joanic. La linea aveva due stazioni di corrispondenza con la Linea I a Urquinaona e con la Linea V a General Mola (ora denominata Verdaguer) per una lunghezza complessiva di quattro chilometri. Alla fine dello stesso anno fu aperta la corrispondenza con la Linea III alla stazione di Granvia, ora denominata Passeig de Gràcia.

### La tratta Correus - La Pau

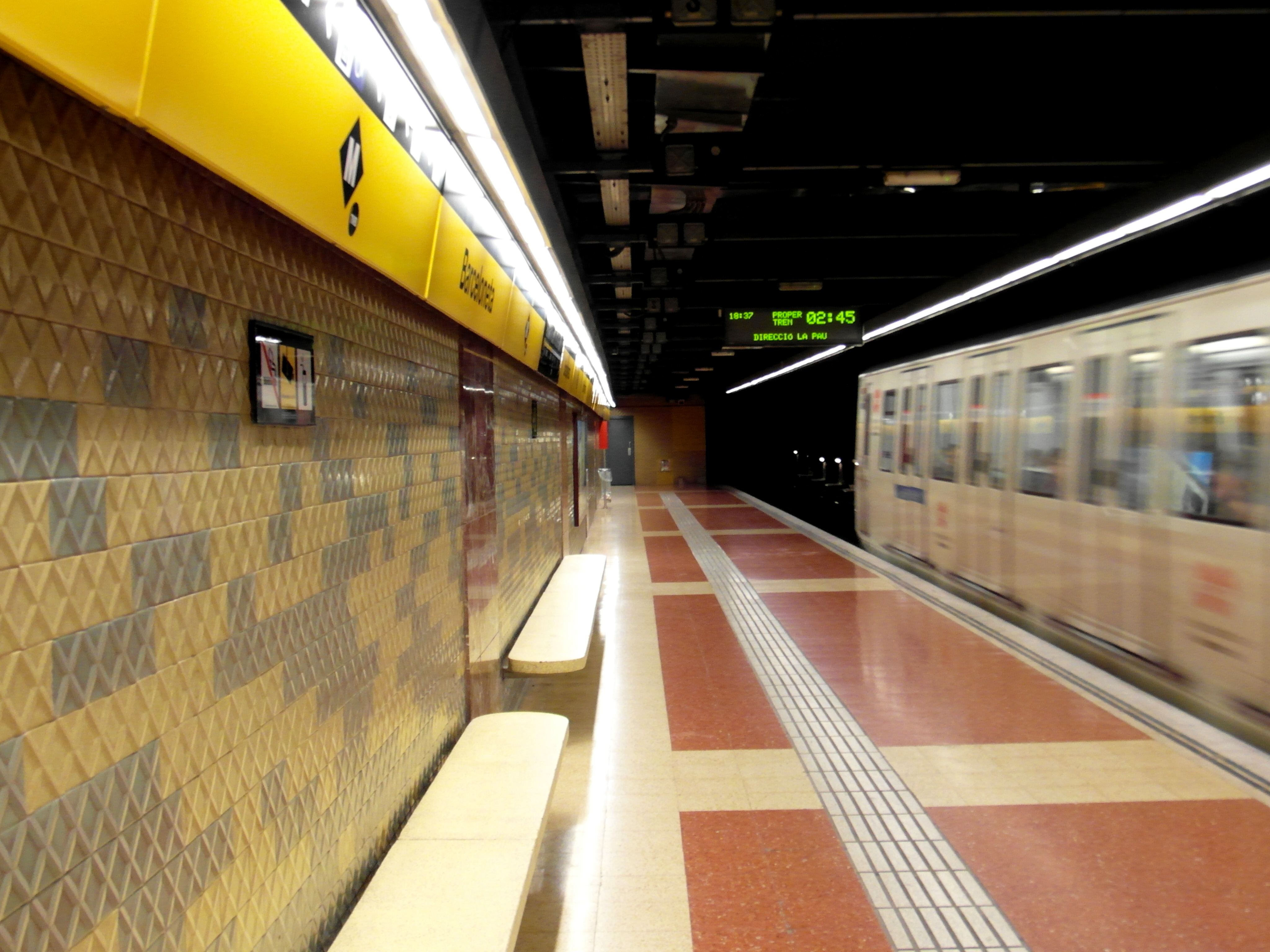
La stazione Barceloneta inaugurata nel 1976

A febbraio 1970 furono annunciati i lavori di prolungamento, autorizzati dal consiglio dei ministri del governo spagnolo, per una tratta di cinque chilometri e sei nuove stazioni comprese tra Correus e Selva de Mar, che presentava delle difficoltà legate alla vicinanza al mare.
Il 15 marzo 1976 fu inaugurato il prolungamento tra la stazione Correus e quella della Barceloneta, che faceva anche da interscambio con la stazione ferroviaria delle Rodalies RENFE contigua a la Stazione di Francia. La nuova tratta univa direttamente la stazione di Jaume I con quella della Barceloneta, sopprimendo definitivamente la stazione intermedia di Correus, già capolinea della Linea II del Gran Metro dal 20 febbraio 1934 fino al 1972, quando venne chiusa per portare a termine i lavori di estensione della metropolitana.
La stazione di Correus era a binario singolo con un solo accesso dalla piazza Antoni López, a lato della sede centrale delle Poste e dal treno sono ancora visibili manifesti pubblicitari e di propaganda elettorale risalenti al 1971.
Il 7 ottobre 1977 fu aperto il tratto di quattro chilometri comprendente cinque nuove stazioni tra Ciutadella (allora denominata Ribera) e Selva de Mar che divenne quindi il nuovo capolinea.
Nel 1982 entrò in servizio un ulteriore prolungamento di 2 558 m fino a La Pau, con altre tre stazioni, Besòs Mar, Besòs e La Pau. La stazione di Besòs Mar inizialmente era denominata La Mina ma già durante l'atto ufficiale fu annunciato che avrebbe cambiato nome.
Nel 2003 fu aperta la stazione Maresme-Fòrum, tra Selva de Mar e Besòs Mar, per coprire il quartiere del Maresme sede del Forum Universale delle Culture previsto per l'anno successivo.

### La tratta Joanic - Trinitat Nova

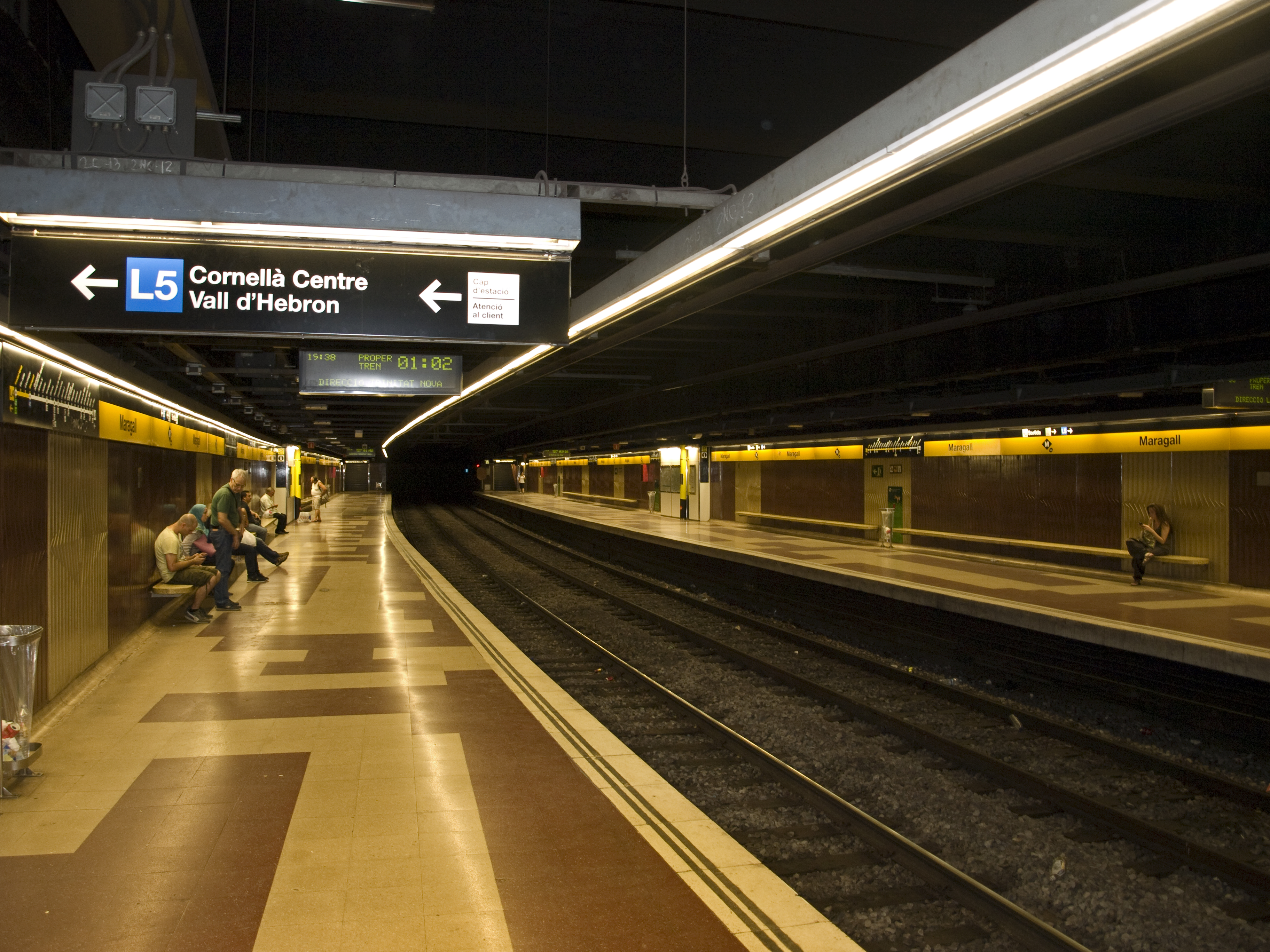
La stazione di Maragall entrata in servizio nel 1982

Nel 1974 la linea venne prolungata di 1 528 m dal capolinea di Joanic fino al nuovo capolinea di Guinardó con la realizzazione della stazione intermedia Alfons X. Nel 2009 la stazione di Guinardó fu rinominata in "Guinardó|Hospital de Sant Pau" per evidenziare la prossimità con l'Hospital de Sant Pau.
Nel 1982, con due anni di ritardo sul piano iniziale, fu inaugurata la tratta successiva tra le stazioni di Maragall e Via Júlia (allora denominata Roquetes) con tre stazioni e una lunghezza di 3 410 m; fu la prima tratta di metropolitana inaugurata dall'appena ricostituita Generalitat de Catalunya.
Nel 1999 la linea venne ulteriormente prolungata di una stazione portando il capolinea a Trinitat Nova. La stazione fu inaugurata il 28 ottobre dal sindaco di Barcellona Clos e dal consigliere della Generalitat Pere Macías. La stazione avrebbe dovuto essere inaugurata dai Reali di Spagna, che non avevano mai fatto visita alla metropolitana di Barcellona, ma i lavori terminarono in anticipo e l'apertura avvenne durante la campagna elettorale. Contestualmente, la stazione di Roquetes assunse il nome attuale di Via Júlia e fu annunciata la realizzazione di un collegamanto tra questa stazione e Can Cuiàs, la futura L11).

### La tratta La Pau - Pep Ventura
Il collegamento tra La Pau e Pep Ventura fu costruito originariamente nell'ambito della linea V (in seguito L5) con l'intento di farla arrivare fino a Badalona e i lavori ebbero inizio nel 1977. Il collegamento con la L5 previsto tra La Pau e Sagrada Família non venne però realizzato e il ramo già pronto venne quindi inaugurato nel 1985 come parte della L4 in via provvisoria, dato che il Piano delle Metropolitane del 1984 stabiliva che questa tratta avrebbe dovuto essere di pertinenza della linea L2 a partire dal 1995. Il nuovo capolinea della L4 divenne quindi la stazione di Pep Ventura. Le date previste non furono rispettate e nel 1997 la linea 2 terminava ancora a La Pau.
Nel 1997 fu costituita l'Autoritat del Transport Metropolità (ATM) con l'incarico di coordinare i trasporti pubblici dell'intera area metropolitana di Barcellona. L'ATM incluse l'intervento nel Piano Direttivo delle Infrastrutture 2001-2010, come consigliato dagli studi sulla mobilità. A giugno 2002 venne chiusa parte della L4 tra le stazioni di Selva de Mar e Pep Ventura, per realizzare i lavori necessari per l'integrazione di questa tratta nella L2. Anche la tratta tra Selva de Mar e La Pau, pur non facendo parte del cambio di linea, venne chiusa per realizzare la nuova stazione El Maresme-Fòrum. I lavori prevedevano l'adattamento degli accessi e l'installazione di una nuova linea aerea e di nuovi sistemi di sicurezza. Il 1º ottobre 2002, dopo tre mesi di lavori, il cambio di linea divenne operativo e la tratta La Pau - Pep Ventura fu riaperta come parte della linea 2, che arrivò così a una lunghezza di 13,1 km, riportando così il capolinea della L4 a La Pau.
| Evoluzione della linea 4 nel tempo | |
| 1973 (Linea IV)                    | Joanic · General Mola (Verdaguer) · Girona · Gran Via (Passeig de Gràcia) · Urquinaona · Jaume I |
| 1974 (Linea IV)                    | Guinardó · Alfons X · Joanic · General Mola (Verdaguer) · Girona · Gran Via (Passeig de Gràcia) · Urquinaona · Jaume I |
| 1976 (Linea IV)                    | Guinardó · Alfons X · Joanic · General Mola (Verdaguer) · Girona · Gran Via (Passeig de Gràcia) · Urquinaona · Jaume I · Barceloneta |
| 1977 (Linea IV)                    | Guinardó · Alfons X · Joanic · Verdaguer · Girona · Passeig de Gràcia · Urquinaona · Jaume I · Barceloneta · Ribera (Ciutadela) · Bogatell · Llacuna · Poblenou · Selva de Mar |
| 1982                               | Roquetes (Via Júlia) · Llucmajor · Maragall · Guinardó · Alfons X · Joanic · Verdaguer · Girona · Passeig de Gràcia · Urquinaona · Jaume I · Barceloneta · Ciutadela · Bogatell · Llacuna · Poblenou · Selva de Mar · Besòs Mar · Besòs · La Pau                                                                              |
| 1985                               | Roquetes (Via Júlia) · Llucmajor · Maragall · Guinardó · Alfons X · Joanic · Verdaguer · Girona · Passeig de Gràcia · Urquinaona · Jaume I · Barceloneta · Ciutadela · Bogatell · Llacuna · Poblenou · Selva de Mar · Besòs Mar · Besòs · La Pau · Verneda · Joan XXIII (Artigues!Sant Adrià) · Sant Roc · Gorg · Pep Ventura |
| 1999                               | Vila Olimpica · Bogatell · Llacuna · Poblenou · Selva de Mar · Besòs Mar · Besòs · La Pau · Verneda · Joan XXIII (Artigues\|Sant Adrià) · Sant Roc · Gorg · Pep Ventura |
| 2002                               | Vila Olimpica · Bogatell · Llacuna · Poblenou · Selva de Mar · Besòs Mar · Besòs · La Pau |
| 2003                               | Vila Olimpica · Bogatell · Llacuna · Poblenou · Selva de Mar · El Maresme\|Fòrum · Besòs Mar · Besòs · La Pau |

## Percorso
| Unknown route-map component "utCONTg" |

| Urban tunnel station on track |

|  | Unknown route-map component "utABZg+l" | Unknown route-map component "utKDSTeq" |

| Urban tunnel stop on track |

| Urban tunnel stop on track |

| Unknown route-map component "utCONTgq" | Unknown route-map component "utABZg+r" |  |

| Unknown route-map component "utINT" |

| Unknown route-map component "utINT" |

| Urban tunnel stop on track |

| Unknown route-map component "uetINT" |

| Unknown route-map component "utINT" |

| Urban tunnel stop on track |

| Unknown route-map component "utINT" |

| Unknown route-map component "utCONTgq" | Unknown route-map component "utABZg+r" |  |

| Unknown route-map component "utINT" |

| Urban tunnel unused stop on in-use track |

| Urban tunnel stop on track |

| Urban tunnel unused stop on in-use track |

| Unknown route-map component "utINT" |

| Unknown route-map component "utINT" |

| Urban tunnel stop on track |

| Urban tunnel stop on track |

| Urban tunnel stop on track |

| Unknown route-map component "utINT" |

| Unknown route-map component "utINT" |

| Unknown route-map component "uetINT" |

| Unknown route-map component "utINT" |

| Urban tunnel station on track |

| Unknown route-map component "utCONTgq" | Unknown route-map component "utABZgr" |  |

| Unknown route-map component "utKDSTaq" | Unknown route-map component "uxtABZgr" |  |

| Unused urban tunnel stop on track |

| Unknown route-map component "utCONTg" | Unused urban tunnel straight track |  |

| Unknown route-map component "uextINT" + Unknown route-map component "HUBaq" | Unknown route-map component "uextINT" + Unknown route-map component "HUBeq" |  |

| Unknown route-map component "uextINT" + Unknown route-map component "HUBaq" | Unused urban end station + Unknown route-map component "HUBeq" |  |

| Unknown route-map component "uextCONTf" |

|  |

|  |

|  |

## Evoluzioni future
I piani di sviluppo delle infrastrutture dell'Autoritat del Transport Metropolità del 2001-2010 e del 2009-2018 prevedono il prolungamento dalla stazione di La Pau fino a La Sagrera con tre nuove fermate per una lunghezza di 3,7 km. Le stazioni a progetto sono:
- Santander
- Sagrera-TAV, interscambio con Rodalies de Catalunya, i treni ad alta velocità e le linee L9 e L10.
- La Sagrera, interscambio con Rodalies de Catalunya e le linee L1, L5, L9 e L10.